# Crobylos
Crobylos (en grec ancien Κρώβυλος) est un poète comique grec du IVe siècle av. J.-C.
Harpocration nous informe qu’il est contemporain des orateurs Hypéride et Philippidès, ce qui permet de placer son activité dans le troisième quart du IVe siècle av. J.-C. Il apparait comme un des premiers représentants de la Nouvelle Comédie.
Son œuvre est essentiellement connue grâce à Athénée, qui transmet plusieurs citations et le nom de trois de ses pièces :
- Le Pendu,
- La Délaissée,
- Le Faux-Supposé.

## Édition des Fragments
- Kassel R., Austin C., Poetae Comici Graeci, T4, De Gruyter, 1983, p. 350 sq.
- Kock T., Comicorum Atticorum Fragmenta, T3, Teubner, 1888, p. 379-382.